# Colmado

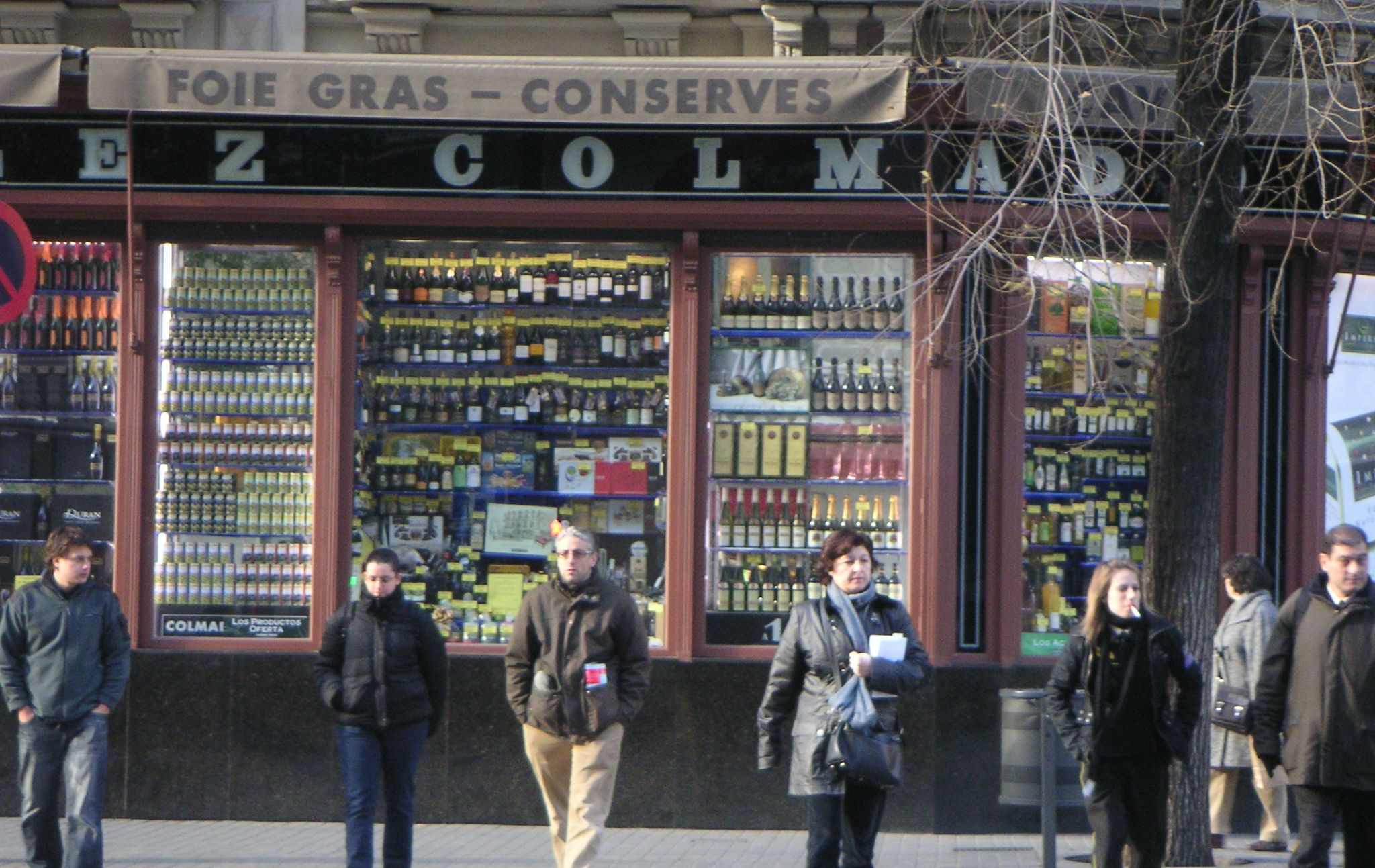
Un colmado actual que, tot i que manté l'estructura exterior tradicional, els productes ja hi estan arranjats d'una manera més moderna i les etiquetes són petites i diferents.

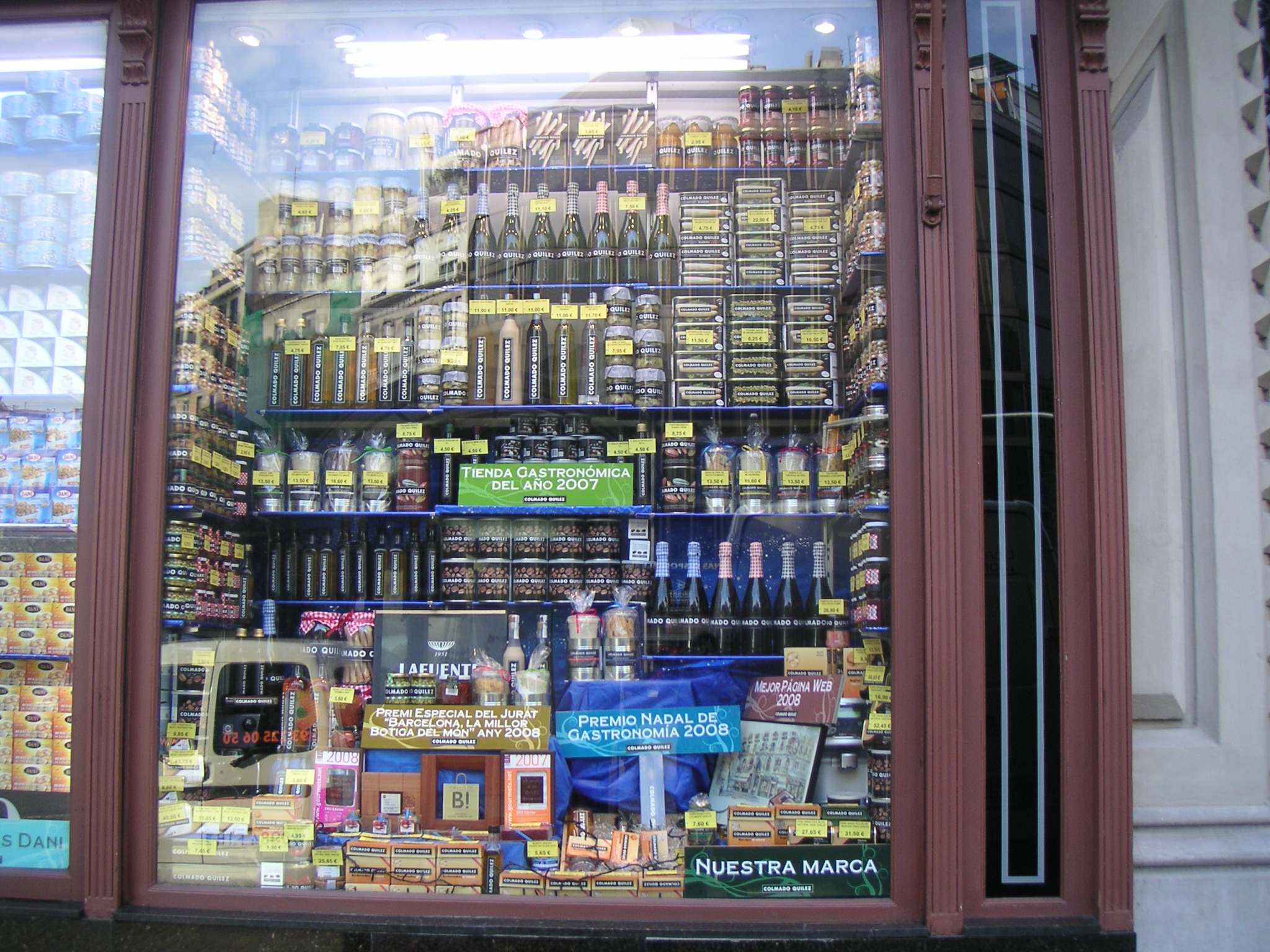
Detall d'un aparador modern (any 2008), on ja s'han perdut les etiquetes tradicionals característiques.

Un colmado o botiga de queviures és un tipus de botiga d'ultramarins característic de Barcelona que va aparèixer al segle xix, sobretot a l'Eixample de Barcelona, però que avui gairebé ha desaparegut. La denominació va aparèixer cap al 1915.
Es tractava de comerços familiars d'ultramarins, que solien situar-se als xamfrans o cantonades i que destacaven pels seus grans aparadors, plens de bat a bat, en horitzontal i en vertical, de diferents productes, cada un amb unes etiquetes de preus, fetes a mà, d'un estil molt característic i que encara s'empra en alguns comerços barcelonins.
Aquestes etiquetes es consideren part del disseny barceloní: es tracta d'uns quadrats de color groc viu, on s'utilitzen només dos retoladors gruixuts, de tinta de color vermell i negre, per indicar el nom del producte i el preu, en caràcters grossos que ocupen tot l'espai disponible i que s'emmarquen amb un traç gruixut, normalment negre. Actualment hi ha altres productes (estovalles, gots, accessoris i estris de taula, etc.) amb aquest tipus d'etiquetes impreses.
D'altra banda, a Barcelona, tot i que cada cop menys, encara és habitual anomenar colmado les botigues de productes diversos i petits supermercats. El nom, considerat un castellanisme, va ser pres directament del castellà (procedent del verb colmar, 'omplir fins dalt') i prové precisament de l'aparador, que estava ple de gom a gom.